# 3524 Шульц
3524 Шульц (3524 Schulz) — астероїд головного поясу, відкритий 2 березня 1981 року.
Тіссеранів параметр щодо Юпітера — 3,360.